# Alfo (filho de Agão)
Alfo (em latim: Alfus) foi um guerreiro danês, ativo durante o reinado de Haroldo Dente de Guerra. Aparece apenas nos Feitos dos Danos de Saxão Gramático. Segundo a obra, que cita-o só uma vez, era filho de Agão e foi um dos guerreiros que lutaram junto de Haroldo.